# 腹腔
腹腔（英語：abdominal cavity）是人类和许多动物身上的一个體積龐大的体腔，內有许多器官。它是腹盆腔的一部分，位于胸腔的下方和盆腔的上方。它的圆顶状的顶部是橫膈膜，是肺部下面的一片薄薄的肌肉，腹腔的底部是与骨盆相通的骨盆入口。